# Choke (livro)
Choke é um romance de 2001 escrito por Chuck Palahniuk, foi lançado no Brasil em 2005 com o título No sufoco pela Editora Rocco. e como Choke - Asfixia em Portugal pela Editora Casa das Letras.

## Enredo
Choke segue Victor Mancini e seu amigo Denny através de alguns meses de suas vidas com flashbacks frequentes para os dias em que Victor era criança. Ele cresceu passando de um lar adotivo para outro, porque sua mãe foi considerada incapaz de criá-lo. Várias vezes ao longo de sua infância, sua mãe o sequestrava de seus vários pais adotivos, apesar de cada vez que acabava por ser capturado novamente detido pela agência governamental de bem-estar infantil.
No presente cenário do livro, Victor é agora um homem de vinte e poucos anos que abandonou a escola médica a fim de encontrar trabalho para sustentar sua mãe que agora está em um lar de idosos. Porque não consegue arcar com os custos que sua mãe está recebendo, Victor recorre a ser um vigarista. Ele sempre vai a vários restaurantes e propositadamente engasga-se durante sua refeição, atraindo um "bom samaritano" para salvá-lo através da manobra de Heimlich. Ele mantém uma lista detalhada de todos os que o salva e os envia cartas frequentes sobre faturas fictícias que é incapaz de pagar. As pessoas sentem tanta pena dele que passam a enviar-lhe dinheiro. Ele trabalha em um museu de reencenação dos tempos coloniais, onde a maioria dos funcionários são viciados ou, no caso do seu amigo Denny, um companheiro recuperando do vício em sexo. Victor passa a maior parte do seu tempo no trabalho protegendo seu amigo Denny (que está constantemente sendo pego com "contrabando", itens que não correspondem ao período de tempo encenado do museu). Victor conheceu Denny em um grupo de apoio a vício sexual e mais tarde se candidataram para o mesmo trabalho. Denny posteriormente é demitido do museu e começa a coletar de pedras em torno da cidade para construir sua "casa dos sonhos"; Palahniuk baseou esta parte do romance sobre na verdadeira história de Ferdinand Cheval.
Enquanto crescia, a mãe de Victor ensinou-lhe inúmeras teorias da conspiração e fatos médicos obscuros que tanto confusos e assustava. Este e seus movimentos constantes de uma casa para outra não deixaram Victor incapaz de formar relações duradouras e estáveis com mulheres. Victor, como resultado, encontra-se recebendo a gratificação sexual de mulheres em um nível apenas superficial (usando as reuniões de viciados em sexo para encontrar muitas de suas parceiras sexuais).

## Adaptação para o cinema
A adaptação para o cinema dirigido por Clark Gregg, protagonizado por Sam Rockwell e Anjelica Huston foi lançada comercialmente em 26 de setembro de 2008. Palahniuk faz uma aparição no filme.

## Comentários
Chuck Palahniuk prefacia o livro com um aviso: "Se você vai ler este livro, não se incomode. Depois de algumas páginas, você não vai querer estar aqui. Então esqueça. Vám embora, Saia enquanto está inteiro. Salve-se."